# O. R. L. Crosier
Owen Russell Loomis Crosier (Canandaigua, Nueva York, Estados Unidos, 2 de febrero de 1820 – Grand Rapids, Míchigan, 15 de septiembre de 1912), fue un predicador millerita y editor.

## Involucración con los milleritas
El mensaje millerita se basó en la predicación de William Miller y predijo que Cristo volvería en el año 1843, que más tarde se perfeccionó al 22 de octubre de 1844. Esta creencia se basa en el principio de día por año y una interpretación de los 2300 días mencionados en Daniel 8:14 que predijo que "el santuario sería purificado". Los milleritas entendieron este verso para señalar el regreso de Cristo para "limpiar" la tierra. ORL Crosier colaboró con Hiram Edson y otros en la configuración y publicación de un pequeño artículo millerista, el Day-Dawn.

## El Gran Chasco
Crosier pasó el 22 de octubre de 1844 con amigos que esperaban el evento con Edson y otros. En la mañana después del Gran Chasco, Edson recibió una inspiración de Dios que explicaba que el error de Miller no estaba en la fecha, sino en el evento; que Jesús había comenzado su trabajo como sumo sacerdote en el lugar más santo del cielo. Crosier, Edson y Hahn se unieron para estudiar el tema, y Crosier escribió sus hallazgos sobre el tema del santuario y su limpieza.
Los hallazgos publicados por Crosier, Hahn y Edson llevaron a un nuevo entendimiento sobre el santuario en el cielo. Su documento explicaba cómo había un santuario en el cielo, que Cristo, como "Sumo sacerdote celestial", debía limpiar. Los creyentes entendieron que esta limpieza era a lo que se referían los 2300 días en el libro de Daniel. Esta creencia se conoce como el juicio investigador. El relato publicado de Crosier sobre la visión de Edson llegó a manos de James White (esposo de Ellen G. White) y Joseph Bates, el último de los cuales visitó a Edson en Nueva York y lo convirtió al sábado del séptimo día.

## Retractación de la doctrina
La refutación de Crosier a sus antiguas creencias del 7 de febrero de 1846 se publicó en 1899, en el Abogado del Sábado, publicación precursora al Abogado de la Biblia, revista oficial de la Iglesia de Dios (Séptimo Día). En la carta dirigida a AF Dugger (padre del ministro Andrew N. Dugger), Crosier declara que la doctrina de la puerta cerrada fue originada por William Miller, de la misma manera señala que algunos de los puntos que posteriormente desarrolló en contra de esta enseñanza tienen como base que no hay pruebas de que los procesos de arrepentimiento y expiación hayan sido suspendidos en el Día de la Expiación.